# (311) Claudia
(311) Claudia est un astéroïde de la ceinture principale découvert par Auguste Charlois le 11 juin 1891 à Nice.